# Labyrinthus

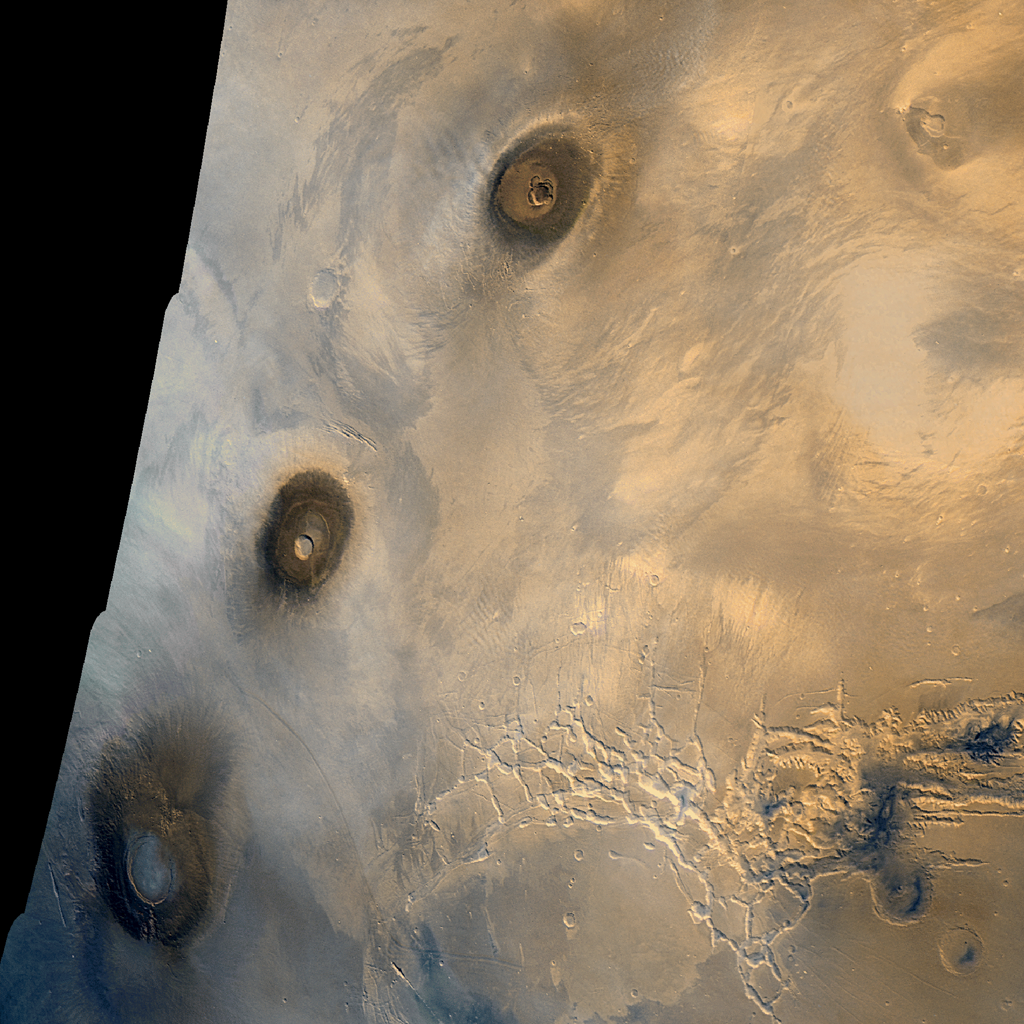
Part oriental de la regió de Tharsis, a Mart. El conjunt de valls de la part inferior és Noctis Labyrinthus; els tres grans volcans són, de dalt a baix, Ascraeus Mons, Pavonis Mons i Arsia Mons; el dom volcànic a dalt a la dreta és Tharsis Tholus i la planura just al sud de Noctis Labyrinthus és Syria Planum.
.

En astrogeologia, labyrinthus (plural labyrinthi; abr. LB) és una paraula llatina que significa «laberint» que la Unió Astronòmica Internacional (UAI) utilitza per indicar un accident topogràfic en una superfície planetària consistent en una xarxa més o menys extensa de valls i canyons que es tallen i s'intersecten. De moment s'ha utilitzat a Venus (per exemple, Radunitsa Labyrinthus), on rep noms de diverses deesses, i a Mart (per exemple, Hyperboreus Labyrinthus), on acostuma a rebre el mateix nom que altres accidents propers o trets d'albedo importants.